# Palais Torlonia (Naples)
Le palais Torlonia est un palais historique de Naples, situé via Mergellina.

## Histoire et description
Le bâtiment remonte probablement au XVIIIe siècle, car il est déjà visible à la fois dans un tableau de Leonardo Coccorante de 1739 et dans la carte du duc de Noja de 1775. De certaines sources (telles que Sigismondo et Ceva Grimaldi), on apprend que vers 1785, il a été acheté par le roi des Deux-Siciles Ferdinand Ier qui l'a utilisé comme casino de pêche. Le cadastre provisoire, commandé par Murat, permet de relever un changement de propriétaire en la personne du prince Giuseppe Pignatelli di Cerchiara. En 1862, le casino est acheté par la famille Torlonia qui l'agrandit en lui donnant l'apparence d'un palais néo-Renaissance et sans le priver de ses deux tourelles latérales caractéristiques.
L'élément de plus grande valeur architecturale est certainement l'escalier représentatif du XIXe siècle, composé d'une rampe centrale (au bas de laquelle se trouve une niche occupée par une statue) et de deux rampes postérieures symétriques.
À l'heure actuelle, le bâtiment est une copropriété bien conservée.

## Source
- (it) Cet article est partiellement ou en totalité issu de l’article de Wikipédia en italien intitulé « Palazzo Torlonia (Napoli) » (voir la liste des auteurs).